# PSR B1620-26c
PSR B1620-26c (također PSR B1620-26 b, neslužbeno Metuzalem) je egzoplanet na procijenjenoj udaljenosti od 7,200 svjetlosnih godina u orbiti pulsara PSR B1620-26 iz zviježđa Škorpion.
Ovaj egzoplanet prvi je otkriven izvan diska Mliječnog Puta, jer se nalazi u kuglastom skupu Messier 4.